# Monetarismo
Monetarismo é uma teoria de economia monetária que enfatiza o papel da política monetária para a estabilidade macroeconômica de uma economia de mercado através de instrumentos como alteração na oferta de moeda e de outros meios de pagamento. Economistas monetaristas entendem que os objetivos da política monetária são cumpridos de maneira melhor ao criar metas de aumento da oferta monetária, e não ao engajar em política monetária discricionária.
Essa teoria se desenvolveu principalmente no Departamento de Economia da Universidade de Chicago, pelos economistas que viriam a integrar o movimento conhecido como Escola de Chicago, liderados por George Stigler e Milton Friedman, ambos laureados com o Prêmio Nobel da Economia.

## Descrição
Os monetaristas partiram de duas hipóteses. A primeira é de que a demanda por moeda é insensível à taxa de juros, o que ia de encontro com a teoria monetária keynesiana, que postulava que a taxa de juros, ao ser o custo de oportunidade de reter moeda, alterava a demanda por moeda por motivos especulativos. No modelo monetarista, a moeda é tão somente um meio de pagamento cuja demanda é uma função do produto e do nível de preços. A teoria também se baseia na ideia de "Teoria Quantitativa da Moeda" de Irving Fisher, ao entender que um descompasso entre oferta nominal de moeda e produto resulta em variação no nível de preços. Existem várias notações diferentes mas a formalização da teoria pode ser feita como na seguinte equação:
{\displaystyle MV={\overline {P}}Y}
Onde M é a oferta nominal de moeda, V é a velocidade da moeda (normalmente tida como rígida no curto prazo), P é o índice de preços (rígido no curto prazo) e Y é o produto.
Ou seja, a quantidade de moeda disponível multiplicada pelo seu uso em um determinado período de tempo é igual ao índice de preços multiplicado pelo total de bens e serviços produzidos em uma economia no mesmo período de tempo. Os impactos desse entendimento na prescrição de políticas foram grandes. Como tanto a velocidade da moeda quanto preços são rígidos no curto prazo, um aumento na oferta monetária leva a um aumento no produto no curto prazo. O que significa também que no longo prazo, quando preços e salários podem se ajustar, a política monetária expansionista é estéril e causadora de inflação. Porém, ao condenar a política monetária discricionária, os monetaristas argumentavam que não há espaço de manobra para perseguir efeitos expansivos na demanda agregada pela via monetária.

## Críticas
Vários economistas, tais como o professor James Tobin da Universidade de Yale, Prêmio de Ciência Econômicas em 1981, faziam severas críticas às teorias de Friedman e do monetarismo.
Alegam os críticos do monetarismo e das teorias econômicas defendidas pela Escola de Chicago que Friedman considerava que as teorias do ciclo econômico da escola austríaca não teriam passado pelo teste estatístico, e seriam portanto, falsas. Mas na realidade era Friedman que estava errado, diziam eles. Nos modelos matemáticos de Friedman a produção e o consumo são "instantâneos", por hipótese. Seu suposto erro residiu em utilizar dados do PNB que em algumas interpretações omitiam os gastos intermediários entre os vários estágios da produção. Para os economistas da Escola Austríaca, essa abordagem fere a sua teoria do capital, que enfatiza o papel das cadeias produtivas e da heterogeneidade do capital.